# Douglas Kellner
Douglas Kellner (* 1943) je významným představitelem kulturálních studií v USA.
Zabývá se teorií postmodernismu a poststrukturalismu. Navazuje na tradici Frankfurtské školy a kritické politické ekonomie.
Jeho nejznámější prací je The Postmodern Adventure (2001), v níž se zabývá tím, jak computerizace a biotechnologie proměňují vědomí západního člověka.
Kellner v současnosti (2008) působí jako profesor filozofie vzdělání na University of California v Los Angeles.